# Podismopsis relicta
Podismopsis relicta är en insektsart som beskrevs av Willy Adolf Theodor Ramme 1931. Podismopsis relicta ingår i släktet Podismopsis och familjen gräshoppor. Inga underarter finns listade i Catalogue of Life.